# Jardim Amália Rodrigues
O Jardim Amália Rodrigues, anteriormente denominado Alto do Parque, é um jardim em Lisboa, assim nomeado em 2000 para homenagear a fadista Amália Rodrigues.  
Inaugurado em 1996 com projecto paisagístico da autoria de Gonçalo Ribeiro Telles, prolonga-se para norte do Parque Eduardo VII, numa área central e das mais altas da cidade. O seu relevo e desenho dão-lhe grande diversidade de ambientes.

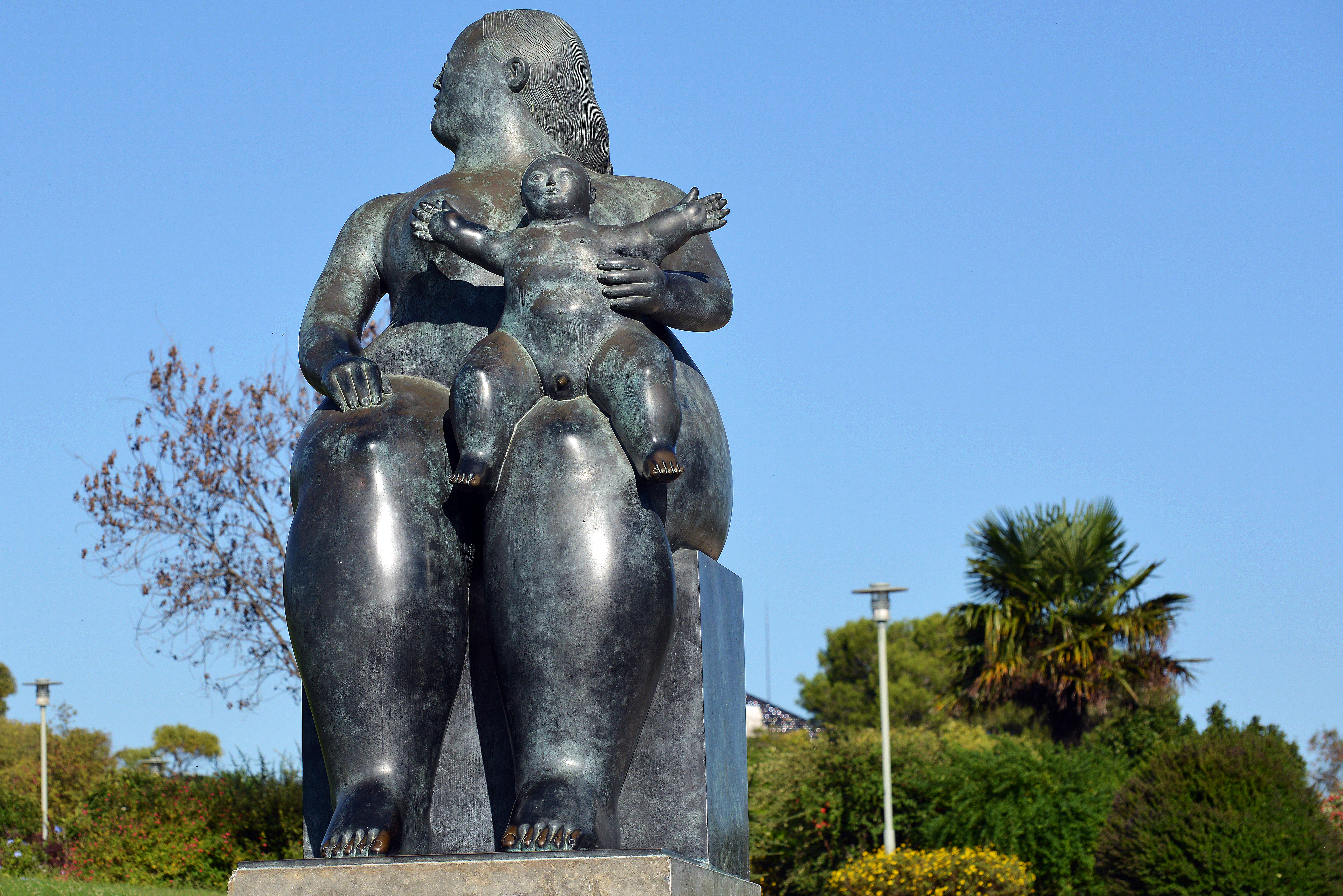
Maternidade, Fernando Botero

Possui um grande anfiteatro virado para o vale da Avenida da Liberdade e um lago circular, junto do qual se localiza um bar com esplanada. No ponto mais alto do jardim existe ainda um restaurante.
No jardim foi colocada uma estátua do escultor colombiano Fernando Botero, escolhida pelos lisboetas e turistas aquando de uma exposição de obras suas na Praça do Comércio.